# ويليام غودل (طبيب التوليد والنساء)
ويليام غودل (بالإنجليزية: William Goodell)‏ هو طبيب التوليد والنساء مالطي، ولد في 17 أكتوبر 1829 في مالطا، وتوفي في 27 أكتوبر 1894 في فيلادلفيا في الولايات المتحدة.